# Cá nục đỏ
Cá nục đỏ (tên khoa học Decapterus kurroides), còn gọi là cá nục đỏ đuôi, cá nục giời, là một loài cá nục trong họ Carangidae.